# Кизляр
Кизля́р (кум. Къызлар) — город в Республике Дагестан Российской Федерации. Административный центр Кизлярского района, в состав которого не входит. Город расположен в Прикаспийской низменности, в дельте реки Терек.
Вместе с пгт. Комсомольским, образует муниципальное образование городской округ город Кизляр.

## Этимология
В 1735 году был издан приказ о сооружении крепости на реке Кизляр (протока р. Терек). Крепость получила название по расположению на р. Кизляр. Соответственно, попытки объяснить Кизляр из тюркских слов кыз «девушка» и ляр — показатель множественности (связывая название с торговлей рабынями) представляют собой ошибочную народную этимологию. По мнению В. А. Никонова, название происходит от тюркских корней и переводится как «красный обрыв», где Кызыл — «красный»; яр — «обрыв», что хорошо согласуется с появлением названия крепости позже, чем названия реки.
Ранее, в дореволюционном материале, приводились две легендарные версии происхождения названия «Кизляр». По одной — название получено якобы из-за смерти слепого старика, которого отравили персы по приказу персидского шаха, закопав тело на берегу Терека, вблизи кумыкской деревни. После чего кумыки прозвали место кызыллар — «красные», или кюзлар — «глаза». По другой легенде основой названию якобы послужила гибель двух русских пленниц кумыкского хана, которые сбежали от него, «предпочитая смерть неволе», после чего место их гибели кумыками названо кызлар — «девушки».

## Географическое положение
Город расположен на территории Прикаспийской низменности, в дельте реки Терек, на берегу реки Старый Терек. Административно находится в северо-западной части Республики Дагестан, недалеко от границы с Чеченской Республикой, в 140 км к северо-западу от столицы республики города Махачкалы.

### Климат
Климат Кизляра умеренно континентальный, засушливый, переходный к сухому субтропическому (по классификации климатов Кёппена, средняя температура самого холодного месяца имеет положительное значение)
| Показатель | Янв. | Фев. | Март | Апр. | Май  | Июнь | Июль | Авг. | Сен. | Окт. | Нояб. | Дек. | Год  |
| --- | ---- | ---- | ---- | ---- | ---- | ---- | ---- | ---- | ---- | ---- | ----- | ---- | ---- |
| Средняя температура, °C | 0,1  | 0,3  | 4,6  | 11,2 | 17,0 | 22,2 | 24,8 | 24,2 | 19,2 | 13,0 | 6,4   | 1,7  | 12,1 |
| Норма осадков, мм | 21   | 20   | 20   | 20   | 38   | 36   | 22   | 25   | 31   | 27   | 26    | 25   | 311  |
| Источник: Гидрометцентр России - Климат Кизляра за 1981-2010 гг. meteoinfo.ru. Дата обращения: 29 марта 2021. Архивировано 22 апреля 2021 года. |      |      |      |      |      |      |      |      |      |      |       |      |      |

## История
Начиная с древних времён низовья реки Терек являлись важным участком на Прикаспийском торговом пути, соединявшим Ближний Восток со странами Восточной Европы, что вполне могло способствовать появлению здесь поселения, доказательством чему являются остатки Некрасовского городища, основание которого датировано II—III веком н. э.

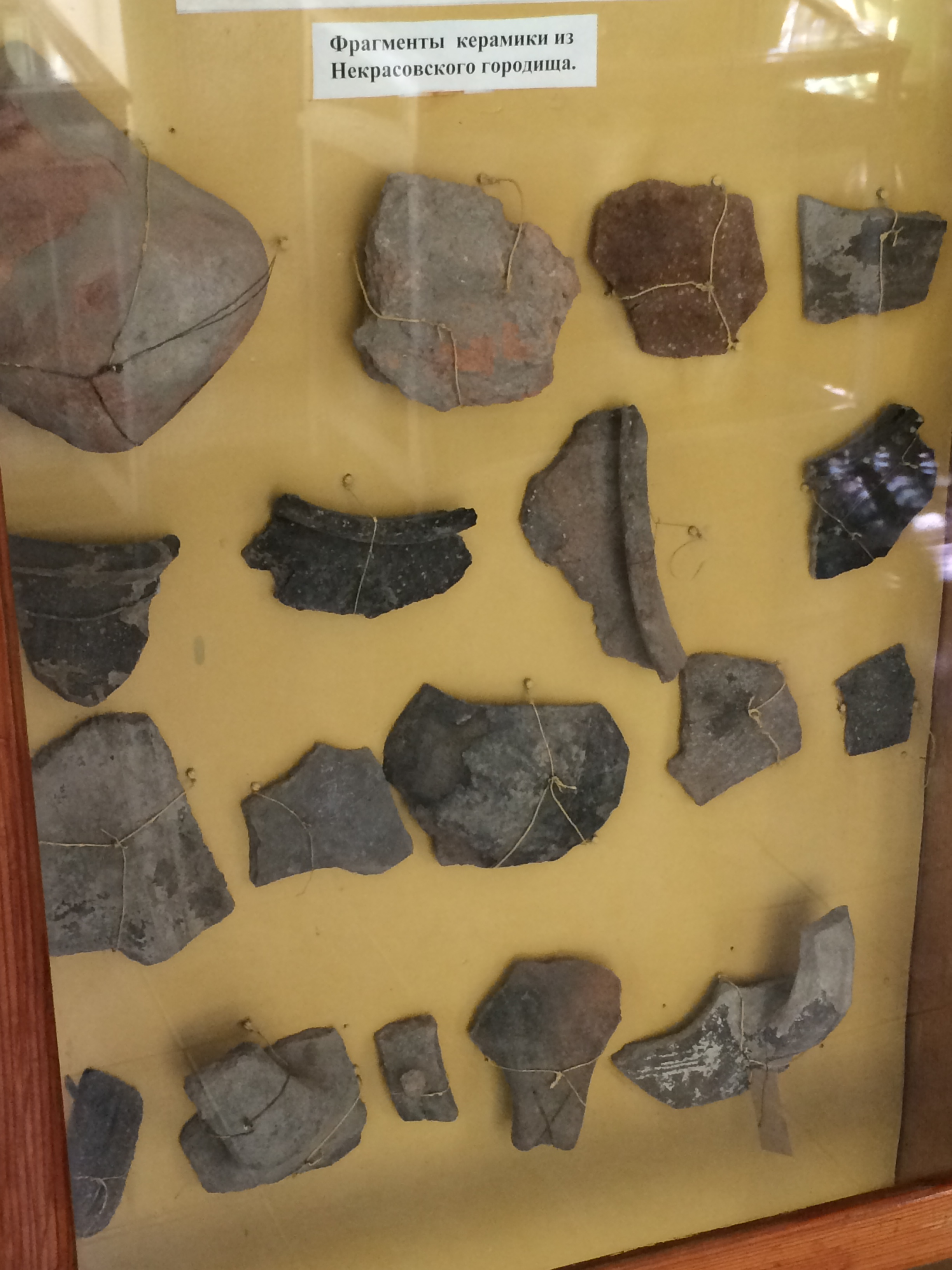
Керамика Некрасовского городища

О поселении в этих местах также свидетельствует историческая монография Дербенд-наме, автор которой, описывая войны арабов с хазарами в VII веке, упоминает крепость Сурхаб, которая в то время, когда жил автор (приблизительно XVII—XVIII века) и как он полагал, была известна как Кызыл-йар.
Точная дата основания города не известна. Как полагает Г. Орзаев, начало Кизляру положило основание здесь в XVI веке поселения, которое образовали выходцы из Средней Азии, купцы по роду деятельности, а по происхождению таджики. Своё поселение они именовали Абсияхкент (что в переводе с фарси означает аб «вода», сиях «чёрный», кент «поселение, город»), тогда как кумыки, жившие по соседству, именовали его Карасув-кент (от тюркского кара «чёрный», су «вода», кент «поселение») или Кызлар-кала. В книге А. Ибрагимова «Тарихи Кизляр-Кала» Абсияхкент назван столицей «вилаята Татархана». Название города с персидского языка означает «поселение на чёрной реке». Населённый пункт «Абскиах» отмечен в 1375 году на «Каталонском атласе» Авраама Креска. Основной состав населения составляли «тезики», которые к концу XIX века идентифицировали себя с кумыками. Абсияхкент явился ядром будущего города Кизляра, который, по сведениям Ю. Шидловского, возник на месте «кумыкской деревни».
По другим данным, на месте возведённом по указу Петром I города Кизляр, куда позже из Ирана эмигрировали армяне, существовало кумыкское селение «Кызыл-Яр».
Впервые название «Кизляр» упоминается в 1616 году в записке терского воеводы Хохлова. Поселение тех времён было мелким и незначительным. Однако в 1715 году здесь поселились несколько семей армян, грузин и персов. С тех пор город начал разрастаться и приобретать все большую значимость.
Хотя официальной датой основания современного города Кизляр считается 1735 год, когда было начато строительство русской военной крепости — Кизляр, постоянное поселение здесь существовало за 150—200 лет до этого.
Среди множества наименований, название «Кизляр» было окончательно закреплено за поселением указом Петра I, после его посещения в 1722 году во время Персидского похода.
Кроме поселения выходцев из Средней Азии, в этом месте во второй половине XVI века был основан, согласно царскому указу — «Кизлярский караул» или «Кизлярский перевоз», являвшийся своего рода заставой, таможенным постом, охранявшим переправу через Терек и контролировавшим проходивший здесь торговый путь, соединявший страны востока с Русью. Караул был представлен отрядом стрельцов, из расположенного неподалёку Терского городка.
При таких обстоятельствах место, служившее в основном перевалочным пунктом для торговых караванов и иностранных посольств, стало постепенно заселяться людьми разных национальностей.
Согласно «Тарихи Кизляркалы» возле поселения выходцев из Средней Азии: «подселились сначала армяне из Карабага. Позднее пришли и русские». Наиболее близкие к Кизляру населённые пункты были в основном русскими казачьими поселениями.
В 1725 году поселение Кизляр было уничтожено наводнением. Новое поселение было основано на небольшом расстоянии от прежнего.

### Кизлярская крепость

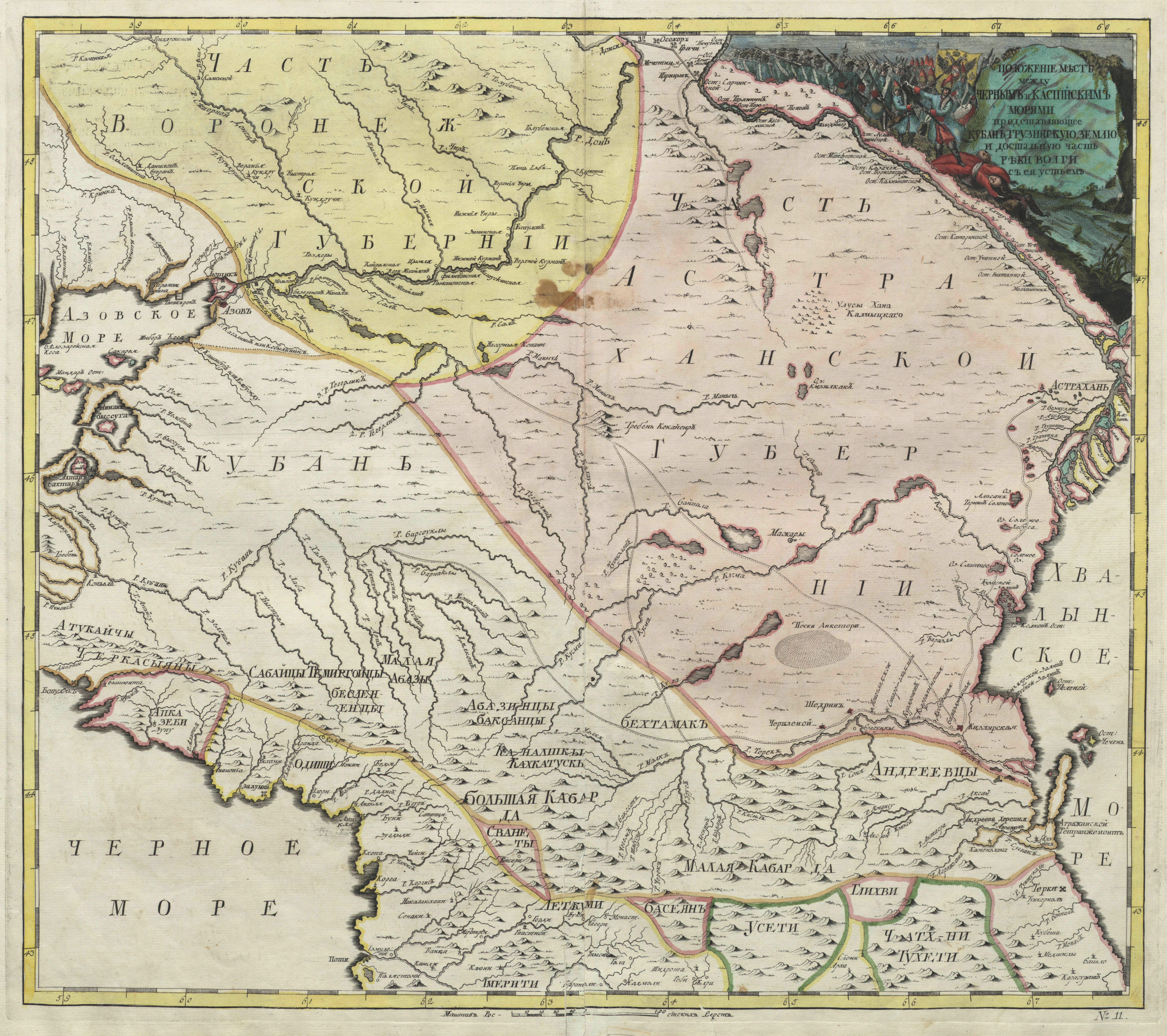
Кизлярская крепость на карте Астраханской губернии. Атлас Российский. 1745.

21 марта 1735 года между Российской империей и Персией, чтобы избежать военного конфликта, был заключён Гянджинский договор. По требованию Надир-шаха русские войска должны были перейти на левый берег Терека, а крепость Святого Креста на Сулаке срыть. Тогда же в 1735 году генерал-аншеф русской армии граф Василий Левашов основал крепость Кизляр, которая вместе с располагавшимся рядом поселением получила статус города. В октябре 1735 года крепость Святого Креста была окончательно оставлена. Из неё в Кизлярскую крепость были переведены казаки и кавказцы издавна находившиеся на службе России — армяне, грузины, кабардинцы, чеченцы-аккинцы и другие. Все они стали именоваться Терско-Кизлярским казачьим войском. Сама же Кизлярская крепость стала первой крепостью системы пограничных Кавказских укреплённых линий.
Казаки составляли особую воинскую единицу — Кизлярская станица. В общем город состоял из 8 кварталов, отделённых друг от друга земляным валом, помимо Кизлярской станицы, населённой в основном русскими казаками, здесь были: армянская слободка — Арментир, грузинская слободка — Курце-аул, квартал разноплемённых северокавказцев, принявших христианство — Кристи-аул, Окочирская слободка или Окочир-аул — квартал, населённый чеченцами (преимущественно аккинцами), служившими царю; Черкесская слободка или Черкес-аул — населённый кабардинцами, Казанте-аул — квартал населённый казанскими татарами и Тезик-аул — населённый преимущественно персами и таджиками, который занимал восточную часть Мусульманской слободки города.
Выгодное географическое положение Кизляра сразу же привлекло сюда многонациональное купечество, специализировавшееся на восточной торговле. Позже здесь образовалось три больших рынка — армянский, татарский и русский, для приезжих купцов были обустроены караван-сараи.
Кизляр быстро устанавливает прочные экономические связи с кумыкскими и чеченскими селениями, с Кабардой и Осетией. Наиболее интенсивными были связи Кизляра с крупными кумыкскими селениями Эндирей, Аксай, Костек, Тарки и Брагуны.

### Уездный город
В 1785 году указом императрицы Екатерины II была образована Кавказская губерния в составе Кавказского наместничества. Кизляр стал центром образованного Кизлярского уезда.
В течение XVIII века Кизляр интенсивно заселяется разноплеменными людьми. Правительство активно привлекает население, стремясь закрепить позиции России в регионе. Здесь селятся христиане: армяне, грузины, крещённые кабардинцы, аккинцы и осетины, а также мусульмане: кумыки, ногайцы, чеченцы и кабардинцы.
К 1800 году в Кизляре проживало 1622 армянина и 673 грузина, что составляло 73 % всего города.

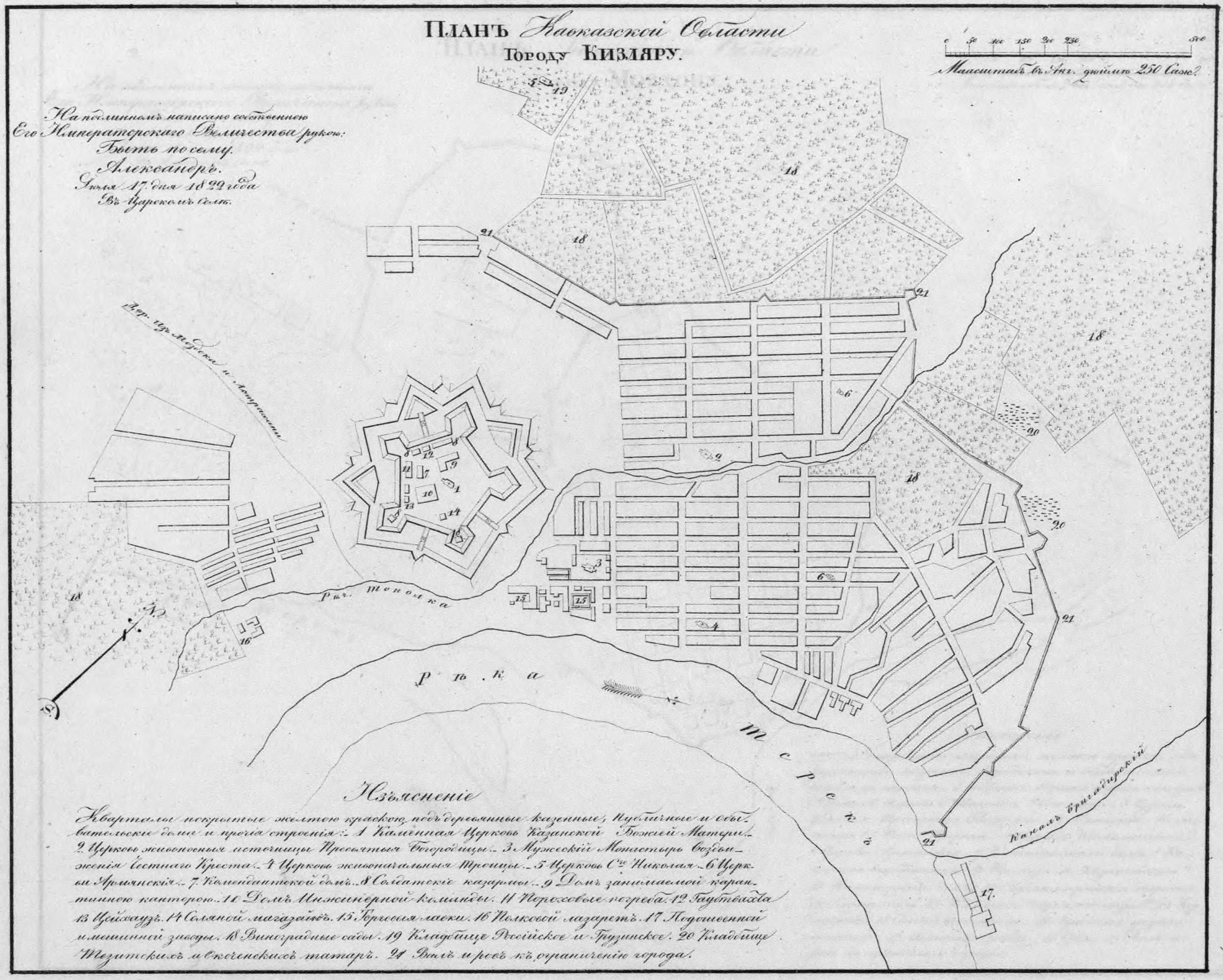
План города Кизляра (ПСЗРИ, 1839)

В XVIII — первой половине XIX века Кизляр становится крупнейшим на Северном Кавказе торговым центром между Россией и народами Северного Кавказа, а также важным перевалочным пунктом в торговле России со странами Востока. По объёму торговли он занимал первое место на Кавказе и во внешней торговле России со странами Востока.
К началу XIX века город играет важную роль на юге России, являясь по сути политическим и экономическим центром Северного Кавказа. К тому времени Кизляр становится довольно большим городом.
Традиционной отраслью хозяйства являлось рыболовство. Правительство активно поощряло развитие в крае таких отраслей как виноградарство и виноделие, а также шелководство.
19 августа 1801 года комендантом Кизляра был назначен Александр Исаевич Ахвердов. 16 января 1802 года он стал шефом Кизлярского гарнизонного полка.
В 1802 году из Астраханской губернии была выделена Кавказская губерния в составе 5 уездов, в числе которых Кизлярский уезд.
В 1807 году в Кизляре «для поощрения развития виноградарства» была открыта школа виноделия — казённое Кавказское училище виноделия. Выбором подходящей для виноградников земли занимался главный инспектор шелководства Южной России барон Маршал фон Биберштейн. Под первые виноградники близ города было отведено 10 десятин из Комендантского покоса. Лозы были привезены с берегов Рейна из Висбадена благодаря помощи брата барона Эрнста Франца Людвига. Училище просуществовало 30 лет.
В 1827 году Кизлярский уезд был преобразован в округ.
В 1831 году во время Кавказской войны, город подвергся крупному набегу войск имама Гази-Мухаммада.
К началу 1840-х годов Кизлярская крепость утратила своё значение, а в 1842 году была упразднена должность «коменданта крепости».
В мае 1847 года Кизлярский округ вновь преобразован в уезд.

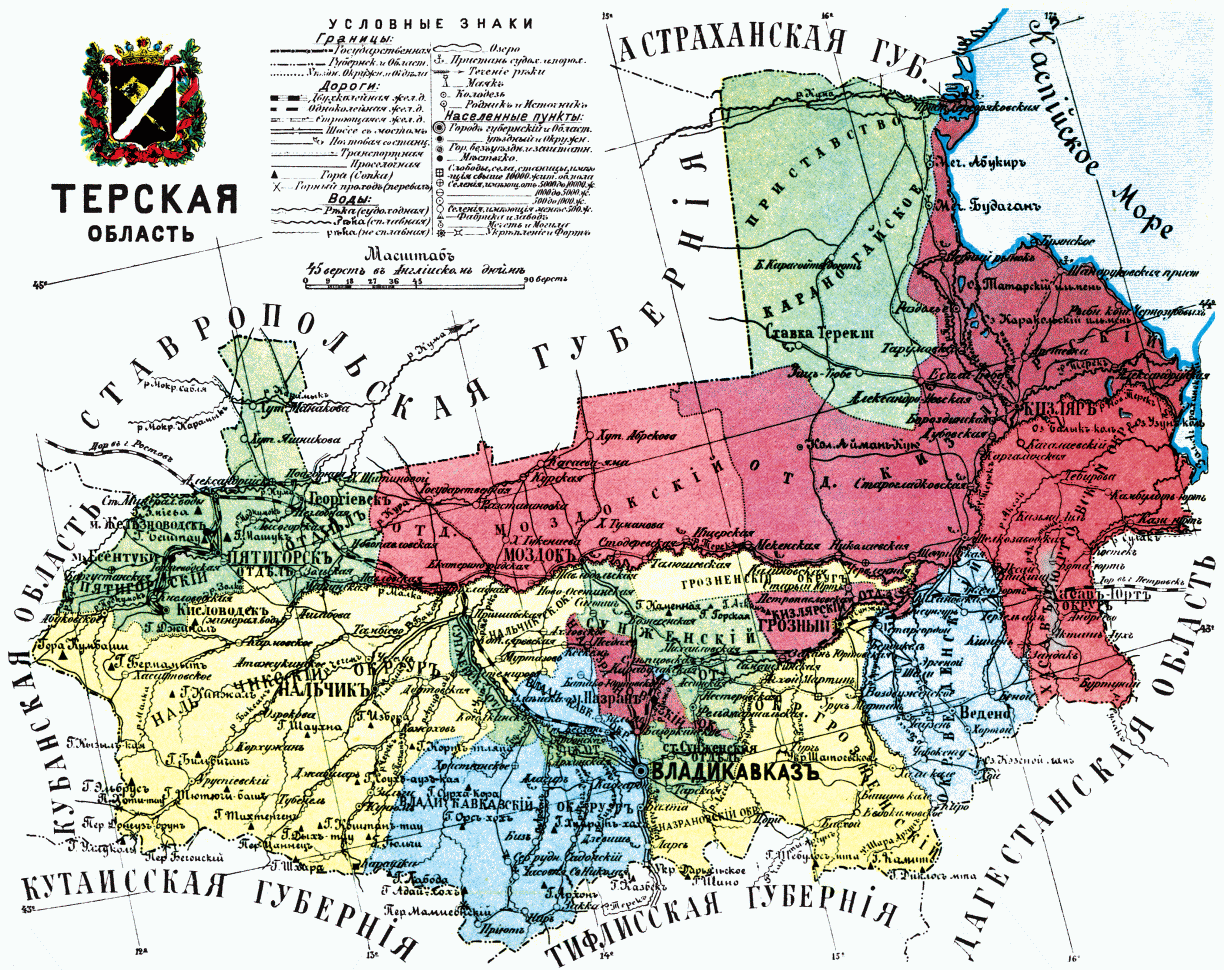
Кизляр на карте Терской области. 1913

В 1860 году Кизлярская крепость была упразднена. С окончанием Кавказской войны Кавказская линия утратила своё значение.
Согласно «Гeогpaфичeско-стaтистичecкому cлoваpю Рoссийcкой Импepии» по состоянию на 1861 год, в городе насчитывалось 8309 человек, из которых: 5613 последователей армянской церкви; 1731 православных; 932 мусульман, а остальные католики и протестанты. Из религиозных сооружений в городе на тот момент находилось 4 церкви и один монастырь армянской апостольской церкви, 4 православных церкви, 1 католическая церковь и 6 мечетей. Сам город состоял из четырёх кварталов: армянского, грузинского, татарского и солдатской слободы (русский квартал). В то же время поселение имело два рынка армянский и татарский.
9 декабря 1867 года город Кизляр с частью уезда отчислен от Ставропольской губернии к Терской области.
В 1880-е годы грузинский предприниматель Давид Сараджишвили (Сараджиев) выкупает у мещан Измирова, Арещева и Борова винокуренные цеха и создаёт в Кизляре коньячный завод. Сараджишвили первым на своих предприятиях в Российской империи начал изготавливать коньяк путём выдерживания виноградного спирта в бочках из горного кавказского дуба. Датой основания завода считается 1885 год, когда из Кизляра в Москву было привезено 236 вёдер коньяка. Спустя год в этом же направлении отправилось уже 906 вёдер. Краевед Д. С. Васильев отмечает: «поскольку первая партия коньяка была вывезена в Москву в 1885 году, а отправка его туда, конечно же произведена не сразу, то предположительно можно считать, что сам коньяк был изготовлен раньше, а именно не позднее 1880 года. Поскольку более точной даты пока нет, этот год вполне можно считать началом коньячного производства в Кизляре и, следовательно в России».
Во второй половине XIX века из-за возникновения новых городов и смещения важных торговых путей, Кизляр утратил своё значение как важный город на Северном Кавказе. Начало наблюдаться упадок торговли и экономики. Вместе с этим, вплоть до 1920-х годов демографическая ситуация ухудшалась: большой уровень смертности, отсутствие притока населения из других регионов и постоянный отток собственного населения, из-за чего население Кизляра к началу XX века по сравнению с серединой XIX века уменьшилось вдвое.
С 1893 года при строительстве железнодорожной линии Беслано-Петровского участка Владикавказской железной дороги, была открыта станция «Гудермес», ставшая ближайшей к Кизляру. После этого в Кизляр добирались от станции «Гудермес» на лошадях. Расстояние составляло 100 вёрст.
В 1915 году «Общество Владикавказской железной дороги» построило железную дорогу от станицы Червлённой до Кизляра. Была открыта станция «Кизляр» — конечная в составе пускового участка Червлённая-Узловая — Кизляр.

### Советский период

Карта Грозненской области, 1949

В январе 1921 года Терская область была разделена на Терскую губернию и Горскую АССР. Кизлярский уезд остался в составе губернии. Однако, уже 16 ноября 1922 года в Кизлярский округ (а с ним и Ачикулакский район) были переданы из Терской губернии в состав Дагестанской АССР. К моменту передачи в состав Дагестанской АССР, экономика Кизлярского округа была на исключительно низком уровне.
13 февраля 1924 года ВЦИК издал декрет «О районировании Юго-Восточной области» в течение 1924 года. И 7 июля 1924 года была упразднена Горская АССР. На её территории были созданы Северо-Осетинская, Чеченская и Ингушская автономные области, Сунженский казачий округ (с правами губернского исполкома), город Владикавказ как самостоятельная единица, непосредственно подчинённая ВЦИК РСФСР.
22 февраля 1938 года в состав Орджоникидзевского края были переданы пять северных районов Дагестанской АССР (Ачикулакский, Караногайский, Каясулинский, Кизлярский, Шелковской). Из них был образован Кизлярский автономный округ с центром в городе Кизляре.
В 1942 году Кизляр был соединён железной дорогой с Астраханью. Во время войны была построена железнодорожная линия Астрахань — Кизляр.
С 1944 года Кизляр и Кизлярский район находились в составе Грозненской области. Область была образована после депортации чеченцев и ингушей в феврале 1944 года (Операция «Чечевица») и упразднения Чечено-Ингушской АССР.
В 1957 году в связи с восстановлением Чечено-Ингушской АССР Грозненская область была упразднена, а Кизляр и Кизлярский район возвращены в состав Дагестанской АССР. Начиная с 1950-х годов стала интенсивно осваиваться и заселяться территория справа от реки Терек, бывшая до этого почти незаселённой, ныне составляющая по территории половину города: построен частный сектор и современный микрорайон «Черёмушки».

### Новейшая история
Во время Первой Чеченской войны, город получил известность как в России, так и во всём мире во время теракта в январе 1996 года. Из-за Чеченской войны, в 1990-е годы в Дагестане в срочном порядке были построены железные дороги и нефтепроводы в обход Чечни. Так в конце 1997 года была введена в эксплуатацию линия Кизляр — Бабаюрт — Карланюрт (станция Карлан-Юрт), связавшая железные дороги Дагестана через Астрахань с центральной Россией. Были планы строительства железной дороги Кочубей — Будённовск, но они не осуществились.
3 октября 2015 года город отметил своё 280-летие.
18 февраля 2018 года в Кизляре во время празднования масленицы, местным жителем было совершено нападение на прихожан храма с использованием охотничьего ружья. Погибли 5 человек, ещё 4 получили ранения, в том числе трое сотрудников Росгвардии. Стрельбу устроил Халил Халилов, член спящей ячейки «Исламского государства».

## Население
| 1804    | 1825    | 1856    | 1897    | 1913    | 1926    | 1931    | 1959    | 1967    | 1970    | 1979    | 1989    |
| ------- | ------- | ------- | ------- | ------- | ------- | ------- | ------- | ------- | ------- | ------- | ------- |
| 11 065  | ↘9106   | ↗10 100 | ↘7300   | ↗13 800 | ↘10 482 | ↗14 800 | ↗25 573 | ↗27 000 | ↗29 745 | ↗31 320 | ↗39 748 |
| 1992    | 1996    | 1998    | 2000    | 2001    | 2002    | 2003    | 2005    | 2007    | 2008    | 2009    | 2010    |
| ↗40 900 | ↗43 600 | ↗45 200 | ↗46 100 | →46 100 | ↗48 457 | ↗48 500 | ↗48 700 | →48 700 | ↘48 000 | ↗48 003 | ↗48 984 |
| 2011    | 2012    | 2013    | 2014    | 2015    | 2016    | 2017    | 2018    | 2019    | 2020    | 2021    | 2023    |
| ↗49 000 | ↘48 579 | ↘48 037 | ↗48 078 | ↗48 102 | ↗48 237 | ↗48 396 | ↗48 907 | ↗49 247 | ↗49 412 | ↗49 999 | ↗50 526 |
| 2024    | 2025    |         |         |         |         |         |         |         |         |         |         |
| ↗50 959 | ↗51 197 |         |         |         |         |         |         |         |         |         |         |

На 1 января 2025 года по численности населения город находился на 312-м месте из 1124 городов Российской Федерации.
Национальный состав
По данным Всероссийской переписи населения
 2010 года:
| Народ         | Численность, чел. | Доля от всего населения, % |
| ------------- | ----------------- | -------------------------- |
| русские       | 19 835            | 40,49 %                    |
| аварцы        | 9770              | 19,94 %                    |
| даргинцы      | 7122              | 14,54 %                    |
| кумыки        | 2701              | 5,51 %                     |
| лезгины       | 2377              | 4,85 %                     |
| лакцы         | 1753              | 3,58 %                     |
| армяне        | 1004              | 2,05 %                     |
| рутульцы      | 828               | 1,69 %                     |
| табасараны    | 821               | 1,67 %                     |
| азербайджанцы | 796               | 1,63 %                     |
| ногайцы       | 577               | 1,18 %                     |
| другие        | 956               | 1,95 %                     |
| не указавшие  | 59                | 0,12 %                     |
| всего         | 48 984            | 100,00 %                   |

Согласно Кавказскому календарю на 1910 год, население к 1908 году составляло 10 486 человек, и состояло преимущественно из армян и русских.
Доля русских и терских казаков в городе сократилась с 83,0 % (31 350 человек из 37 786 горожан) в 1959 году до 40,49 % (19 835 человек из 48 984 горожан) в 2010 году.

## Органы власти

### Местное самоуправление

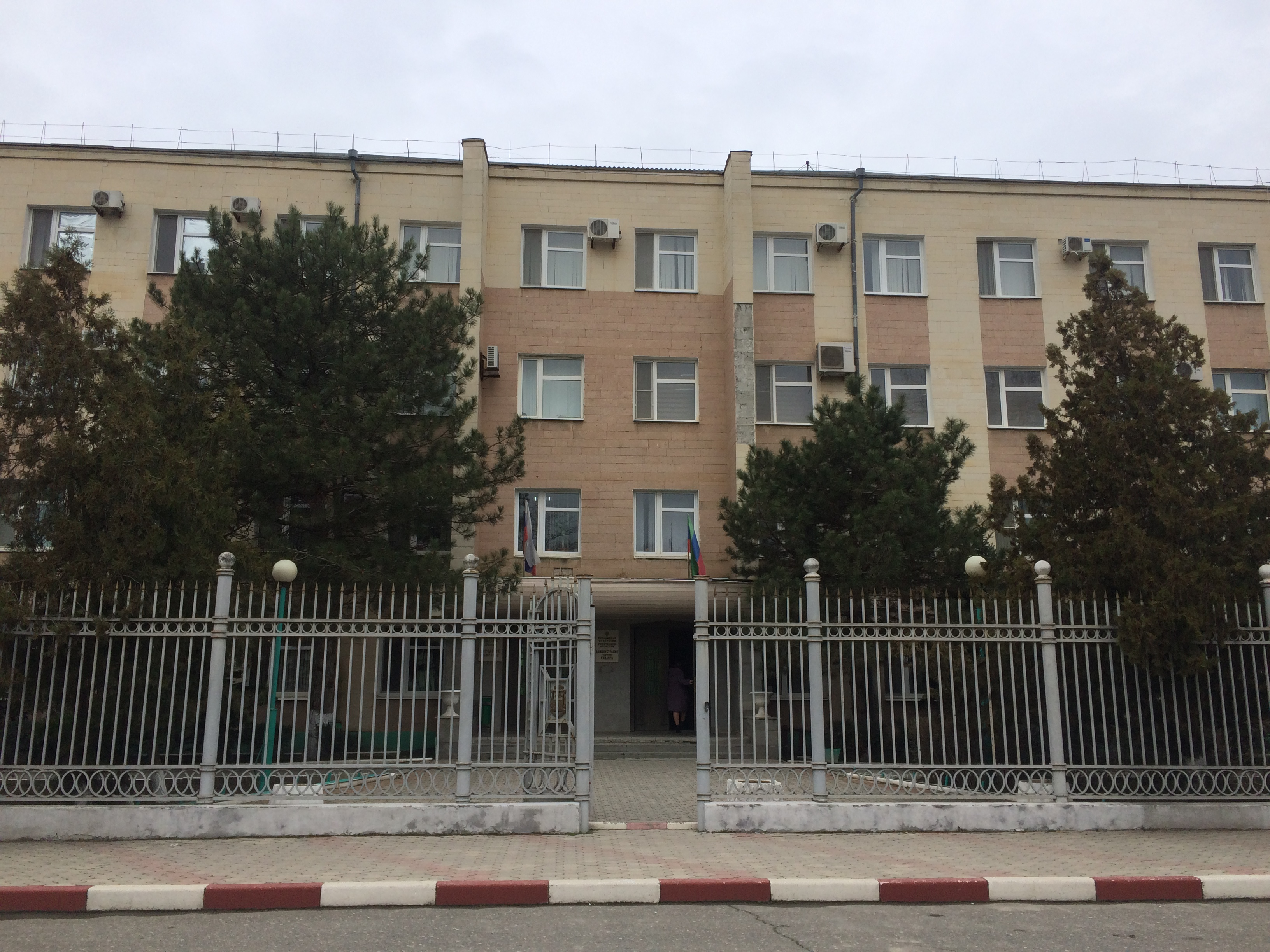
Здание администрации города на улице Советская

С 2005 года город Кизляр входит в состав одноимённого городского округа. Согласно уставу муниципального образования город Кизляр, представительным органом является собрание депутатов. Совет состоит из 21 депутата. Депутаты избираются по партийным спискам по пропорциональной системе на 5 лет. Действующий 7-й созыв избран 13 сентября 2020 года.
Мэр города избирается депутатами. Действующий глава городского округа Александр Шувалов был избран депутатами в январе 2014 года.

### Судебная власть
Судебную власть в городе осуществляет Кизлярский городской суд. Суд входит в систему судов общей юрисдикции и занимает положение второго звена этой системы (выше мировых судей, но ниже Верховного суда Республики Дагестан и Верховного Суда РФ).

### Районные
В Кизляре находятся органы власти Кизлярского района: администрация и Собрание депутатов Кизлярского района расположены в одном здании на улице Советская.

## Символика
Действующий герб и флаг Кизляра установлены с 2014 года.

## Экономика
- Коньячные заводы:

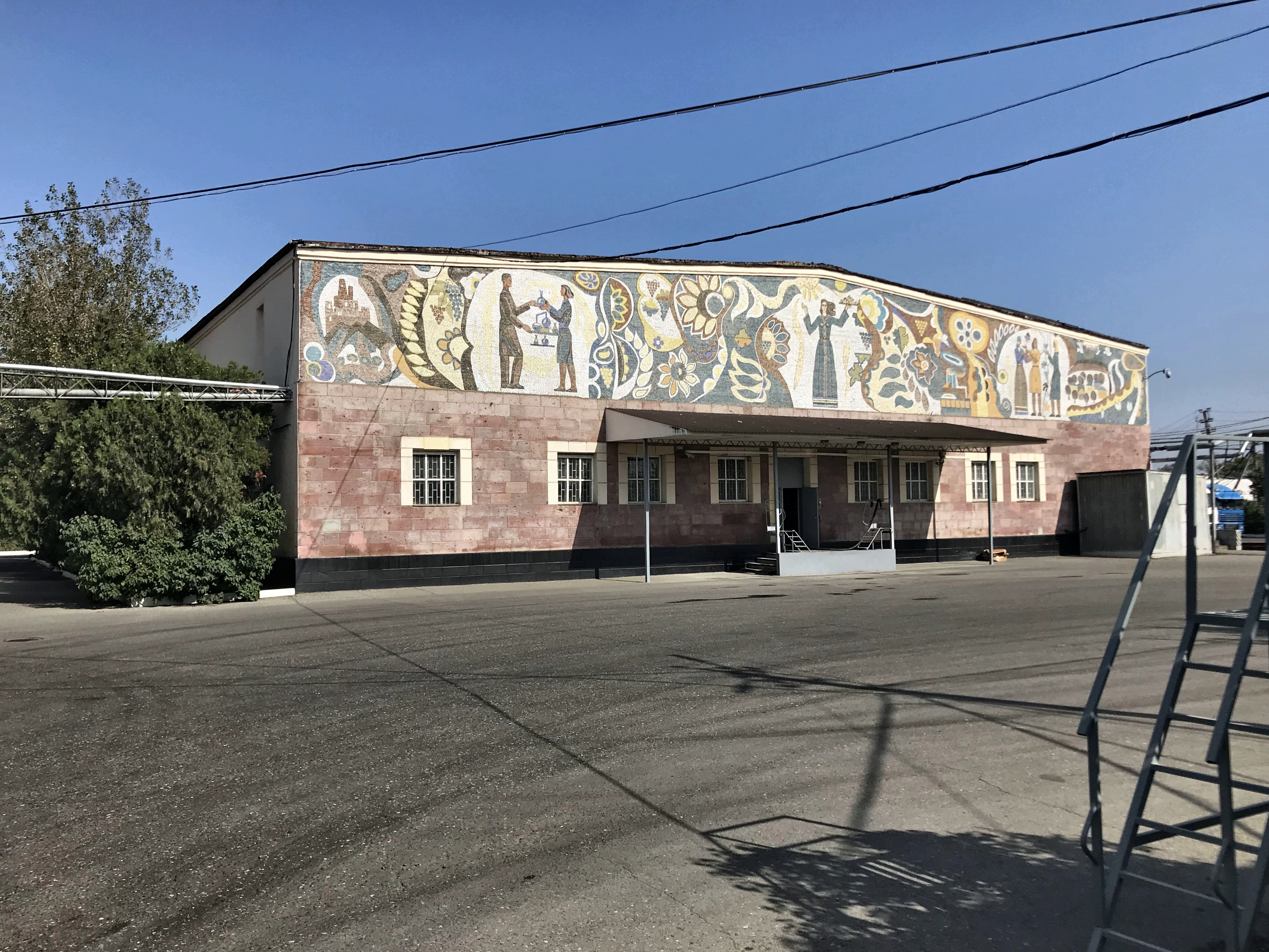
Кизлярский коньячный завод 2018 году

  - Кизлярский коньячный завод[55] (основан в 1885 годуу);
  - Вино-коньячный завод «Кизляр»[56];
  - ООО «Кизлярский коньячный комбинат»;
  - ООО ЛВЗ-«Кизляр».
- Электромеханические, электроаппаратные заводы.
- Переработка сельскохозяйственной продукции.
- Концерн «КЭМЗ»[57].

## Транспорт
Железная дорога

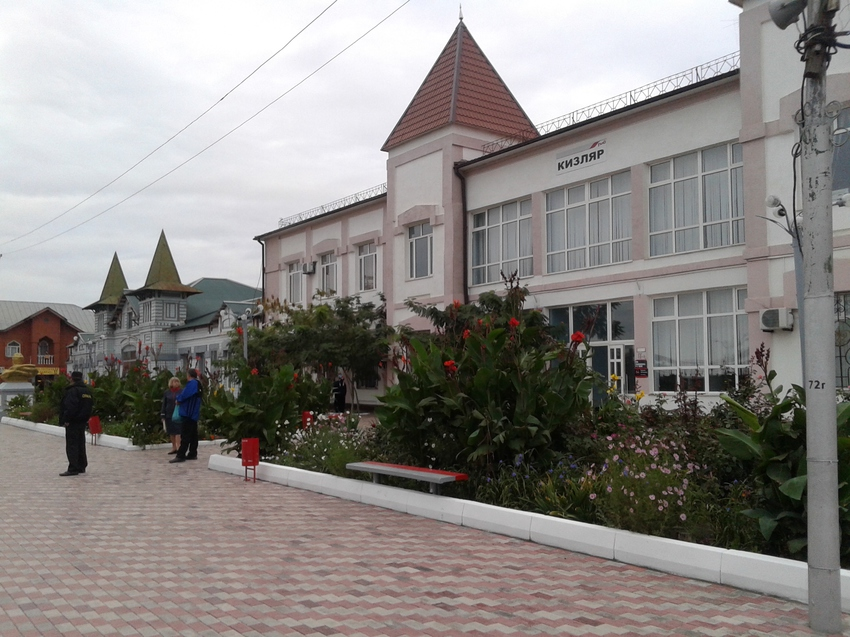
Железнодорожная станция «Кизляр» в 2014 году

Кизляр является железнодорожным узлом Дагестана. На станции Кизляр осуществляется грузовая работа с мелкими и повагонными отправками, а также приём и выдача грузов для хранения на станционных терминалах и грузовых контейнеров массой до 5 тонн.
Через станцию регулярно проходят пассажирские поезда, следующие по маршруту Москва — Махачкала, Тюмень — Махачкала, Москва — Баку, Волгоград — Грозный. До 2005 года существовал пассажирский поезд Москва — Кизляр.
Городской транспорт
Основным видом общественного транспорта является маршрутное такси (12 маршрутов). В основном используются машины модели ГАЗ-3221. 4 мая 2017 года также было запущено движение муниципальных городских автобусов по трём маршрутам. Низкопольные автобусы МАЗ-206 для них были подарены Главой Республики Дагестан Рамазаном Абдулатиповым на 280-летие города.

## Образование
- Дагестанский государственный университет (филиал)
- Санкт-Петербургский государственный экономический университет (филиал)
- Дагестанский государственный технический университет (филиал)
- Кизлярское медицинское училище
- Дагестанский электромеханический колледж
- Дагестанский профессионально-педагогический колледж
- Республиканский полипрофессиональный колледж

## Культура, достопримечательности

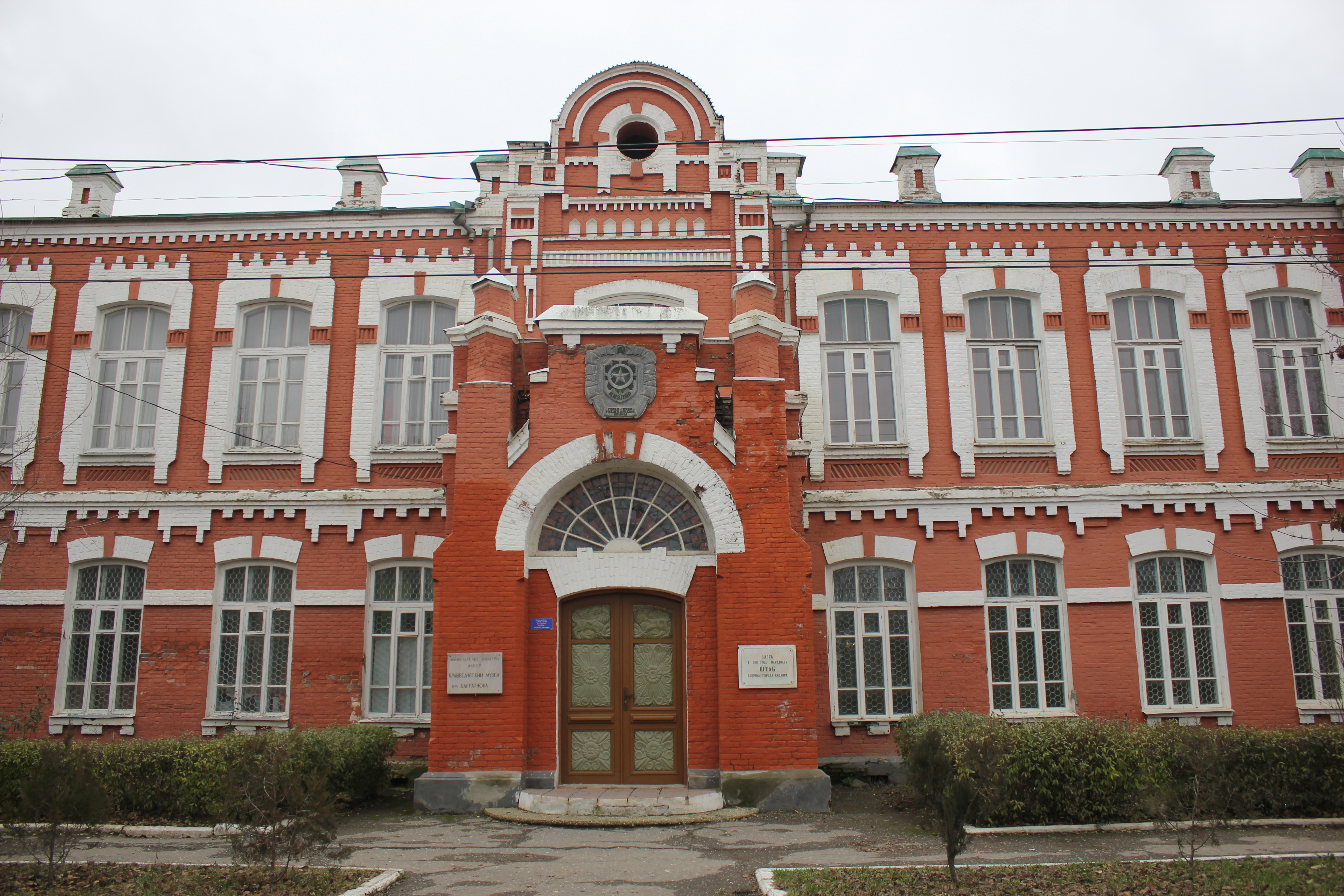
Историко-краеведческий музей имени П. И. Багратиона в здании бывшей городской управы.

- Кизлярский историко-краеведческий музей имени П. И. Багратиона. Существует с ноября 1961 года. Является филиалом Национального музея Дагестана им. А. Тахо-Годи. Из 39 филиалов этот музей самый крупный. С конца 1970-х годов музей занимает здание бывшей городской управы.
- Музей современной истории города Кизляра.
- Выставочный зал с экспозицией «История Нижне-Терского казачества» — филиал музея современной истории города. Существует с сентября 2007 года[60].
- Памятники архитектуры: здания бывшей Городской управы (ныне краеведческий музей), дворянского собрания (XIX век).
- В окрестностях, в 5 км к юго-востоку от села Некрасовка, находится археологический памятник «Некрасовское городище» II—III веков. В 1969 году там провели небольшие разведочные раскопки на валу.
- Городище «Трёхстенного городка» XVI века (между станицами Александрийская и Крайновка).

## Здравоохранение
Действует Кизлярская центральная городская больница.

## Религия

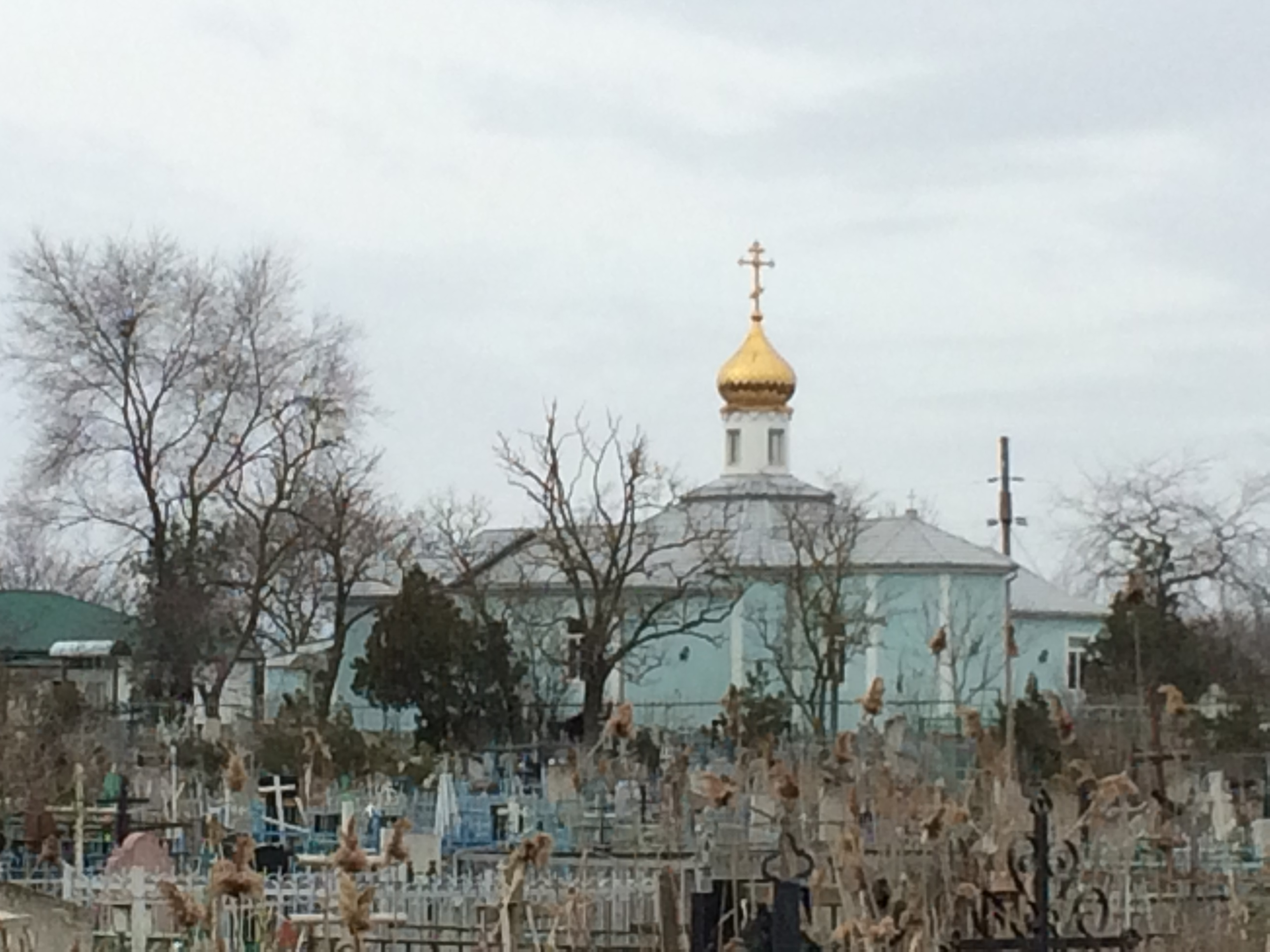
Храм Николая Чудотворца (1795).

В городе находится Кизлярское духовное правление, упоминаемая в 1804 году.
В Кизляре действует Махачкалинская епархия Кизлярского церковного округа Русской православной церкви (Московский патриархат). К ней относятся Соборный храм Георгия Победоносца (1995), а также приписанные к собору Храм Николая Чудотворца (1795), расположенный на кладбище и Крестовоздвиженский женский монастырь с храмом в честь иконы Божией Матери «Взыскание погибших» (2007).

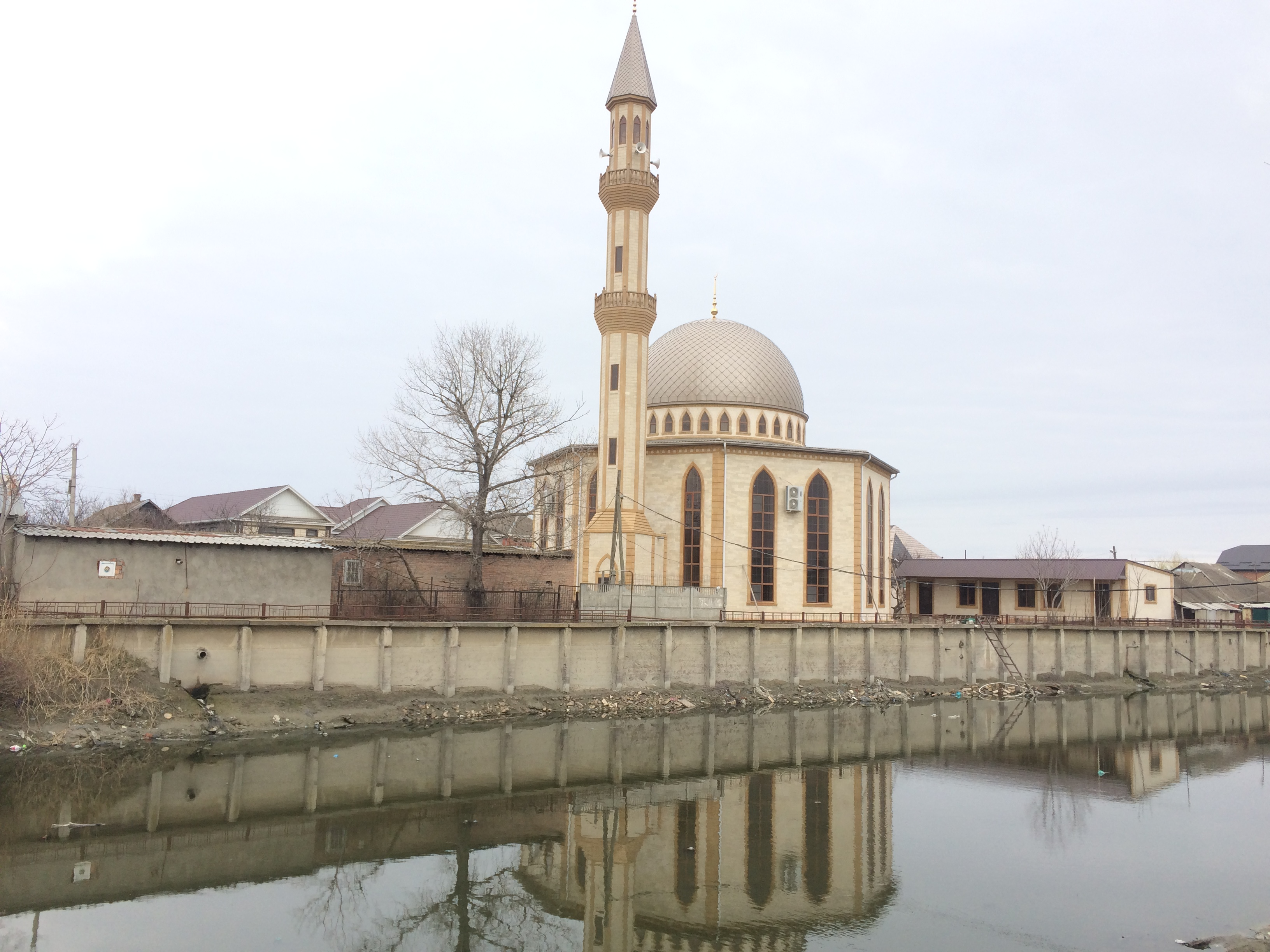
Центральная джума-мечеть Кизляра.

Центральная джума-мечеть Кизляра расположена на улице имени 200-летия Имама Шамиля. 10 апреля 2015 года вследствие пожара мечеть сгорела. Новая мечеть была построена за год и открыта летом 2016 года. На южном въезде в город на улице Г. Гамидова расположена новая мечеть. В микрорайоне «Черёмушки» на улице Циолковского с 2016 года ведётся строительство большой джума-мечети на 19 тысяч верующих. Соборная мечеть будет иметь три этажа (18 метров), 4 минарета, высота которых достигнет 21 м и главный купол. Завершение строительства планируется к 2020 году. Мечети относятся к муфтияту Республики Дагестан.

## Известные уроженцы
- Родившиеся в Кизляре
- Умершие в Кизляре

## Города-побратимы
- Анапа, Россия
- Будённовск, Россия
- Азов, Россия
- Одинцово, Россия
- Колпино, Россия
- Железноводск, Россия
- Багратионовск, Россия

## Топографические карты
- Лист карты K-38-10 Кизляр. Масштаб: 1 : 100 000. Издание 1985 г.

## Комментарии
Комментарии
1. ↑  авар. Гъизляр, дарг. Къизляр, кум. Къызлар, лезг. Къизлар, лак. Къизляр, агул. Къизлар, азерб. Qizilyar, ног. Кизляр, рут. Къизлар, таб. Къизлар, татск. Кизляр, цахур. Къизлар, чечен. ГIизлар